# Lijst van voetbalinterlands Armenië - Kazachstan (vrouwen)
Deze lijst van voetbalinterlands is een overzicht van alle officiële voetbalwedstrijden tussen de nationale vrouwenteams van Armenië en Kazachstan. De landen hebben tot nu toe acht keer tegen elkaar gespeeld.

## Wedstrijden
| № | Plaats  | Datum             | Competitie                          | Wedstrijd            | Uitslag |
| - | ------- | ----------------- | ----------------------------------- | -------------------- | ------- |
| 1 | Abovjan | 16 mei 2009       | Vriendschappelijk                   | Armenië − Kazachstan | 0 − 2   |
| 2 | Jerevan | 15 juni 2021      | Vriendschappelijk                   | Armenië − Kazachstan | 2 − 1   |
| 3 | Armavir | 26 september 2023 | UEFA Women's Nations League 2023/24 | Armenië − Kazachstan | 1 − 2   |
| 4 | Astana  | 5 december 2023   | UEFA Women's Nations League 2023/24 | Kazachstan − Armenië | 4 − 1   |
| 5 | Armavir | 31 mei 2024       | EK 2025 kwalificatie                | Armenië − Kazachstan | 2 − 1   |
| 6 | Almaty  | 4 juni 2024       | EK 2025 kwalificatie                | Kazachstan − Armenië | 4 − 1   |
| 7 | Armavir | 25 februari 2025  | UEFA Women's Nations League 2025    | Armenië − Kazachstan | 2 − 0   |
| 8 | Astana  | 8 april 2025      | UEFA Women's Nations League 2025    | Kazachstan − Armenië | 3 − 2   |

## Samenvatting
| Competitie                  | Totaal gespeeld | Winst Armenië | Gelijk | Winst Kazachstan | Doelsaldo Armenië – Kazachstan |
| --------------------------- | --------------- | ------------- | ------ | ---------------- | ------------------------------ |
| EK-kwalificatie             | 2               | 1             | 0      | 1                | 3 − 5                          |
| UEFA Women's Nations League | 4               | 1             | 0      | 3                | 6 − 9                          |
| Vriendschappelijk           | 2               | 1             | 0      | 1                | 2 − 3                          |
| Totaal                      | 8               | 3             | 0      | 5                | 11 − 16                        |